# Прекрасное далёко (песня)
Прекрасное далёко, не будь ко мне жестоко,

Не будь ко мне жестоко, жестоко не будь.

От чистого истока в прекрасное далёко,

В прекрасное далёко я начинаю путь.
«Прекра́сное далёко» — песня композитора Евгения Крылатова на стихи поэта Юрия Энтина. Популярность приобрела после выхода фильма «Гостья из будущего» в 1985 году, где она впервые прозвучала.

## История
В марте 1985 года в дни весенних школьных каникул ЦТ начало показ детского телевизионного фильма «Гостья из будущего». В конце фильма прозвучала песня со словами «прекрасное далёко» на стихи Юрия Энтина под мелодию Евгения Крылатова. Отдельные части мелодии, под которую исполняется песня, звучали в фильме и ранее. Песню в фильме исполнила Татьяна Дасковская. Но её исполнение не устроило композитора Евгения Крылатова, и он предложил трио «Меридиан» записать их версию. После месячных репетиций в Иванове «Меридиан» приехал в Москву и показал сделанный вариант Крылатову. Композитор остался доволен, но на записи присутствовал лично и делал авторские правки. В сентябре 1985 года песня прозвучала в ежемесячном выпуске «Песни-85». После первого эфира ЦТ завалили письмами с содержанием «Трио „Меридиан“ — победители „Песни-85“». К мнению телезрителей прислушались, и эта песня, вместе с исполнителями, стала лауреатом фестиваля «Песня-85».
Как сказал Крылатов в 2002 году, «это призыв, молитва, мольба о детях, чтобы они жили лучше, чем мы».
В оригинальном тексте песни, который использовался в телесериале, звучат строки «Он [голос] зовёт меня не в райские края». В более поздней версии, которую исполнял Большой детский хор, строка изменилась на «Он зовёт меня в чудесные края».
По названию песни, словами «Прекрасное далёко» в прессе нередко называют светлое будущее, вселенную, показанную в сериале и других произведениях об Алисе Селезнёвой.
В 2023 году песня прозвучала в кинопародии на фильм Леонида Гайдая «Иван Васильевич меняет профессию» под названием «Иван Васильевич меняет всё» в исполнении Polnalyubvi и Басты.